# Robert Hermann Schomburgk
Sir Robert Hermann Schomburgk (Freyburg, 5 giugno 1804 – Berlino, 11 marzo 1865) è stato un esploratore e naturalista tedesco.
Partecipò a varie spedizioni della Royal Geographical Society e fu console britannico in Siam.

## Biografia
Schomburgk nacque a Freyburg, in Sassonia-Anhalt, figlio di un pastore protestante; nel 1820, mentre era con suo zio, imparò la botanica con un professore.
Nel 1828 gli venne chiesto di controllare un trasporto di pecore della Sassonia dirette allo stato americano della Virginia, dove visse per un periodo di tempo. Perse la sua fortuna in parte in Virginia, dove non riuscì ad avere successo come coltivatore di tabacco, e in parte nella isola caraibica di Saint Thomas, dove i suoi beni vennero distrutti in un incendio. In seguito cessò le proprie attività. Nel 1830 partì per Anegada, una delle Isole Vergini inglesi, nota per le sue navi arenate. Tracciò una mappa topografica dell'isola a proprie spese e la mandò al Royal Geographical Society, entusiasmando i ricevitori del suo lavoro, i quali decisero di mandarlo in spedizione in Guyana per tracciarne la topografia nel 1835.
Finì la propria missione con successo, scoprendo anche la grande ninfea d'acqua Victoria Regia nel 1837. Nel 1841 ritornò in Guyana, questa volta per stabilire i confini a ovest e a est con altre colonie. Il risultato fu la creazione del confine con il Venezuela conosciuto con il nome linea Schomburgk, e del confine con il Suriname. In seguito fece pressione per la creazione del confine a sud e a ovest con il Brasile, motivato dal fatto che i brasiliani rendevano schiave alcune tribù di indios della zona, molte delle quali non esistono più.
Al suo ritorno in Inghilterra gli venne dato il titolo di Cavaliere dalla Regina Vittoria e continuò a lavorare nell'ambito della topografia. Nel 1846 raggiunse le isole Barbados dove raccolse informazioni per compilare informazioni geografiche e statistiche dell'isola, pubblicate in seguito nel libro History of Barbados.
Nel 1848 venne nominato agente consolario per Santo Domingo, e nel 1857 come console generale del Siam a Bangkok. Continuò le sue spedizioni in ambito topografico. Si ritirò nel 1864 a causa di problemi di salute, e morì a Berlino l'11 marzo 1865. Fu autore di Description of British Guiana.